# Kaplica pw. św. Jana Chrzciciela w Jaworku
Kaplica pomocnicza pw. św. Jana Chrzciciela w Jaworku – zabytkowa, barokowa kaplica we wsi Jaworek, w powiecie ząbkowickim, w województwie dolnośląskim.
Obiekt wzniesiony w 1721 roku w stylu barokowym. W późniejszy latach dwukrotnie restaurowana – w latach 1880 i 1910. Budynek murowany, zbudowany na planie czteroliścia, zwieńczona jest kopułą z latarnią. We wnętrzu kaplicy znajduje się XIX-wieczny ołtarz w stylu klasycystycznym.
8 października 1966 roku kaplica pomocnicza pw. św. Jana Chrzciciela w Jaworku została wpisana do rejestru zabytków nieruchomych.
W pobliżu kaplicy znajduje się okaz kasztanowca zwyczajnego uznany za pomnik przyrody.